# Ignacio Carrau Leonarte
Ignacio Carrau Leonarte (València, 3 de febrer de 1923 - València, 12 de desembre de 2015) fou un polític i jurista valencià. Es llicencià en dret a la Universitat de València i formà part dels cercles catòlics i del tradicionalisme del País Valencià, militant tant a la Falange Española com al Movimiento Nacional.
Fou procurador de les últimes Corts franquistes el 1975-1977 i president de la diputació de València entre 1975 i 1979. Activament anticatalanista, des del seu càrrec boicotejà qualsevol concessió de competències al Consell Preautonòmic del País Valencià, va impedir el nomenament de Manuel Sanchis Guarner com a president de Lo Rat Penat (1976), propicià la fundació de la Reial Acadèmia de Cultura Valenciana (1978) i fou un dels instigadors de molts dels fets esdevinguts durant la batalla de València. Junt amb Miquel Ramón Izquierdo, el 1977 fou un dels fundadors del partit Unió Regional Valenciana i participà també en la fundació de Dreta Democràtica Espanyola, partit contrari a la Constitució Espanyola de 1978. Durant les eleccions a les Corts Valencianes de 1999 va signar un "reconeixement valencianista" de suport a Eduardo Zaplana.